# Tecno Mobile
Tecno Mobile — китайський виробник мобільної техніки. Компанія заснована в 2006 році в Гонконзі. Входить до Transsion Holdings. В Україні працює з 2018 року.
Tecno Mobile увійшла до десятки найбільших виробників смартфонів за обсягами поставок і частці ринку в другому кварталі 2018 року в світі. За цей період світові поставки смартфонів Tecno Mobile склали 4,4 млн одиниць, у порівнянні з аналогічним періодом 2017 року вони збільшились на 59 %[2].

## Історія
Компанія Tecno Mobile була заснована в 2006 році як Tecno Telecom Limited, а пізніше увійшла як дочірня структура до складу Transsion Holdings. На початку 2008 року керівництво Tecno Mobile ухвалило рішення зосередити свою діяльність на ринку Африки, і вже в 2010 році компанія увійшла у трійку лідерів мобільних брендів Африки[3]. 2012 року Tecno Mobile випустила перший смартфон, зроблений в Ефіопії[4]. 2016 року Tecno Mobile випустила перший смартфон на базі ОС Android 6.0 Marshmallow.
2016 року відбувся випуск кращого селфіфона для Африки[5], а також моделей Phantom 6 і Phantom 6 Plus з біометричною системою аутентифікації. Пізніше модель Phantom 8 була презентована в Дубаї[6][7]. 2017 року Tecno Mobile представив перший смартфон з подвійним спалахом для фронтальної камери, який отримав назву Camon CX. У серпні 2017 року компанія запустила серію SPARK, представлену двома моделями: Spark K7 і Spark K9[8][9].
З 2013 року Tecno Mobile інвестує у дослідження і розробки, зокрема фокусується на розробці мобільних телефонів із покращеними камерами. Це дозволило компанії створювати мобільні пристрої, доступні для користувачів з різними потребами. Так, після успіху в Африці Tecno Mobile розширив свою присутність на глобальному ринку. У квітні 2016 року розпочався старт продажів у Індії. 2017 року компанія почала свій розвиток на ринках Бангладеш, Непалу та Пакистану[10].
У січні 2018 року Tecno Mobile анонсував новий камерофон лінійки CAMON, який стає першим пристроєм від Tecno Mobile із співвідношенням сторін дисплея 18:9. Модель була названа CAMON CM[11] і презентована у Нігерії, Кенії, Гані, Південній Африці, Уганді та Індії.
5 квітня 2018 року Tecno Mobile випускає Camon X і Camon X Pro в Нігерії[12], які стали першими смартфоном компанії на базі ОС Android 8.1[13].
У вересні 2018 року Tecno Mobile анонсував старт продажів в Росії та Україні[14][15][16].
У квітні 2019 року компанія презентувала третю модель камерацентричної лінійки SPARK з подвійним модулем AI камери і з вбудованими фільтрами для миттєвої автоматичної ретуші фотографій. Модель отримала назву SPARK 3 Pro і була представлена в Африці[17] [18], на Середньому Сході[19]  і в Україні[20].
У травні 2019 року SPARK 3 Pro увійшов до списку смартфонів, які обрали розробники Google для тестування третьої бета-версії операційної системи Android Q[21] [22] [23].
У липні 2019 року відбувся запуск преміальної моделі смартфона Phantom 9 з потрійним модулем камери в Нью-Делі, Індія[24] [25] і в Африці[26]. Нова модель отримала 32 МП селфі-камеру з подвійним екранним спалахом, 6,4-дюймовий дисплей FHD + AMOLED зі співвідношенням сторін 19.5:9, що дозволило збільшити робочу площу екрана до 91.47 %.
У серпні 2019 Tecno Mobile оголосив про лаунч нової серії Camon 12 Series на ринках Пакистану[27] і Африки[28] [29] у вересні 2019 року. Моделі цієї лінійки мають потрійні модулі AI камер і чотиридіодний спалах, який забезпечує спрямовану освітленість 150 lux.
2020 року компанія поновила асортимент пристроями Phantom X2 та Phantom X2 Pro з висувною портретною камерою.
На міжнародній виставці Mobile World Congress у Барселоні Tecno представила свій перший складаний телефон Phantom V Fold.

## Діяльність в Україні
Tecno Mobile працює в Україні починаючи з 2018 року.
З початку діяльності в Україні компанія сконцентрувалась на регіональних мережах, де споживачі більш чутливі до ціни, якості та сервісного обслуговування.
2021 року в Україні були представлені камерафони Camon 11 S и Spark 3 Pro. Того ж року Tecno потрапив у п'ятірку найбільших брендів за кількістю поставлених смартфонів в Україну.
2022 року Tecno Mobile розширили в Україні лінійку смартфонів POVA із більш потужними акумуляторами.
У лютому 2023 Tecno увійшов в десятку найбільш популярних брендів за кількістю користувачів згідно з дослідженням Rakuten Viber.
У березні 2023  компанія розпочала продажі  зовнішніх акумуляторів місткістю 20000 та 30000 мАгод.

## Лаунчер HiOS
На усіх смартфонах Tecno Mobile встановлена власна графічна оболонка управління — лаунчер HiOS[33].
Актуальні версії HiOS:
1. Версія 3.3
Серед основних функцій:
• запис дзвінків
• Phone Master — розумне управління процесами, файлами та регулювання температури пристрою
• слайд-шоу при блокуванні екрану — заставка екрану блокування змінюється при кожному розблокуванні пристрою
• приватні альбоми — користувач може встановити пароль на конкретні альбоми галереї.
2. Версія 4.1 [Архівовано 11 вересня 2019 у Wayback Machine.]
Серед основних функцій:
• оптимізація для Notch Screen (екранів з чубчиком)
• управління записами дзвінків за допомогою сканера відбитка пальця
• задвоєння додатків — функція, за допомогою якої на одному пристрої користувач має можливість використовувати два аккаунти в месенджерах (наприклад, у WhatsApp).
• Game Anti-disturb — спеціальний ігровий режим, при активації якого на телефоні не відображаються повідомлення.
3. Версія 5.0
Серед нових функцій:
• Smart panel (смарт-панель) — включає в себе усі функції, що часто використовуються користувачем, а також послуги локалізації. Доступ до смарт-панелі можна отримати з будь-якого екрана.
• Data Switcher дозволяє швидко і просто перемикатися між двома sim-картами.
• Privacy Protection (захист конфіденційності) — в разі, коли встановлений на телефоні додаток використовує мікрофон пристрою, HiOS 5.0 видає повідомлення «Додаток робить запис», піклуючись про те, щоб усі записи проводилися під контролем і з відома користувача.
• Intelligent Notification Management (розумне управління повідомленнями) — HiOS5.0 розпізнає усі види спам-повідомлень, групуючи повідомлення за категоріями і запаковуючи спам-повідомлення.
• Smart Photo Cleanup (розумне очищення галереї) — темні, розмиті, однотипні фотографії групуються за категоріями. Користувачеві необхідно зробити лише одну дію, щоб на телефоні збереглися тільки якісні знімки.